# Rockefellerova nadace
Rockefellerova nadace je americká soukromá nadace a filantropická organizace, která se zaměřuje zejména na podporu zdravotnictví, vědy, vzdělávání, umění a sociální spravedlnosti po celém světě. Sídlí v New Yorku na Páté avenue 420. Nadaci založil 14. května 1913 magnát společnosti Standard Oil John D. Rockefeller se synem Johnem D. Rockefellerem mladším a jejich hlavním obchodním poradcem Frederickem Taylorem Gatesem. Přetvořili osobní charitu v organizovaný, institucionální podnik podle vzoru firemních obchodních praktik. Tento nový styl filantropie se nesnažil poskytovat přímou pomoc jednotlivcům trpícím nemocemi nebo chudobou, ale místo toho se zaměřil na systematické vědecké principy, které měly léčit základní příčiny fyzických nemocí i sociálních problémů. Nadace je po Carnegie Corporation druhou nejstarší filantropickou institucí v USA a podle objemu nadačního jmění se řadí na 30. místo na světě s majetkem přes 6,3 miliardy dolarů (v roce 2022).
Od svého založení věnovala nadace miliardy dolarů na různé účely a ve dvacátých letech 20. století se stala největší filantropickou organizací na světě. Od třicátých let si udržuje mezinárodní působnost a má významný vliv na světové nevládní organizace. Světová zdravotnická organizace vznikla podle vzoru Mezinárodního zdravotního oddělení nadace. Národní vědecká nadace a Národní institut zdraví jsou rovněž založeny na práci financované Rockefellerem. Nadace rovněž podporovala a ovlivňovala Organizaci spojených národů. V posledních letech se nadace soustředí na moderní výzvy, jako jsou změna klimatu, pandemie a ekonomická nerovnost.
V roce 2020 se nadace zavázala, že se zbaví fosilních paliv, což je pozoruhodné, protože nadační fond byl z velké části financován společností Standard Oil. Nadace má také kontroverzní minulost, včetně podpory eugeniky ve třicátých letech 20. století, a také několik skandálů vyplývajících z její mezinárodní terénní práce. V roce 2021 se prezident nadace zavázal vyrovnat se s jejich historií a soustředit se na rovnost a inkluzi.

## Historie

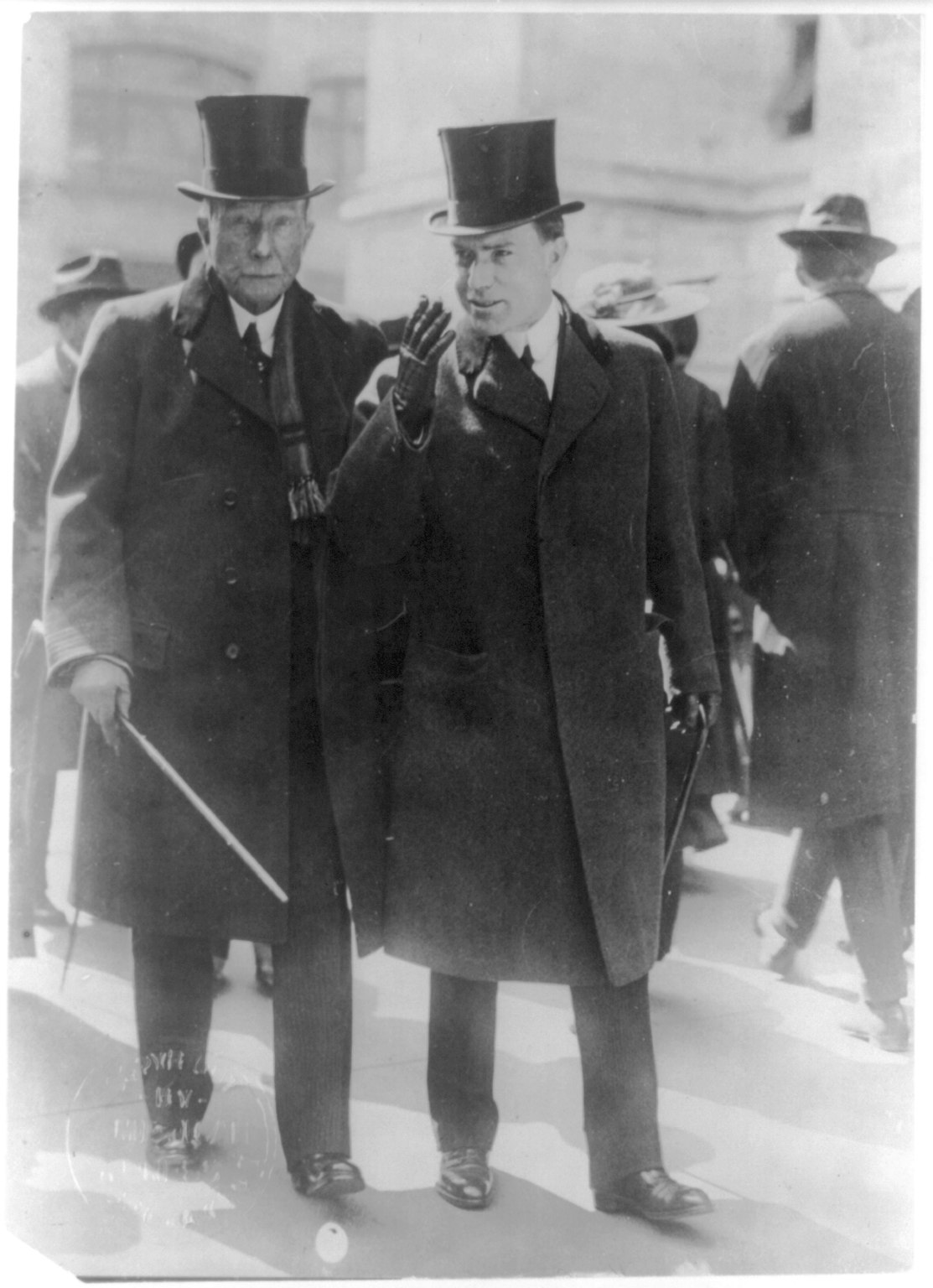
Otec a syn John D. Rockefeller v roce 1915

Myšlenka založení nadace se zrodila v hlavě Johna D. Rockefellera st. v roce 1901. V roce 1906 ho Rockefellerův obchodní a filantropický poradce Frederick Taylor Gates vybídl k "trvalým firemním filantropickým aktivitám pro dobro lidstva", aby jeho dědicové "nerozházeli své dědictví a neopájeli se mocí".
Dne 14. května 1913 schválil guvernér státu New York William Sulzer zakládací listinu nadace, jejímž prvním prezidentem se stal John D. Rockefeller ml.. Prvním tajemníkem nadace byl Jerome Davis Greene, bývalý tajemník Harvardovy univerzity, který pro první schůzi správců sepsal "memorandum o zásadách a politice", jež stanovilo hrubý rámec činnosti nadace. Zpočátku sídlila v rámci rodinné kanceláře v sídle společnosti Standard Oil na Broadwayi 26, v roce 1933 se přesunula do tehdejší budovy RCA (Radio Corporation of America) v Rockefellerově centru, později se přestěhovala do budovy Time-Life v centru a nakonec na současnou adresu na Páté avenue.
John D. Rockefeller st. převedl do nadace v prvním roce 100 milionů dolarů a dalších 82,8 milionu dolarů v roce 1919. Do roku 1920 se Rockefellerova nadace stala největší filantropickou organizací na světě.
Rodina Rockefellerů se v prvních letech její existence podílela na vedení nadace, ale později se omezila na jednoho nebo dva zástupce, aby zachovala nezávislost nadace a vyhnula se obvinění z nepřiměřeného rodinného vlivu. Mezi tyto zástupce patřil bývalý prezident John D. Rockefeller III a poté jeho syn John D. Rockefeller IV, který se v roce 1981 správcovství vzdal. V roce 1989 byla do správní rady na pětileté období jmenována dcera Davida Rockefellera, Peggy Dulany. V říjnu 2006 se členem správní rady stal David Rockefeller mladší, čímž se obnovilo přímé rodinné propojení a stal se šestým členem rodiny, který ve správní radě působil.
John D. Rockefeller a jeho dědicové museli pečlivě sledovat, kam nejlépe směřovat své charitativní dary. Aby mohli efektivně rozhodovat o svých filantropických aktivitách, vytvořili poradní sbor, který jim poskytoval potřebné informace a doporučení. Myšlenka systematického přístupu k dobročinnosti pocházela přímo od Johna D. Rockefellera, který už v roce 1891 prohlásil, že k filantropii se musí přistupovat systematicky jako k podnikání. Rozdíl je v tom, že cílem není hromadění bohatství, ale dosažení konkrétních pozitivních výsledků.
Významnou část majetku nadace tvořily akcie rodinných ropných společností, počínaje Standard Oil a později jejími korporátními potomky, včetně ExxonMobil. V prosinci 2020 se nadace zavázala zbavit svých podílů ve fosilních palivech.

## Veřejné zdraví
Nejvýznamnějšími oblastmi činnosti nadace jsou veřejné zdraví, zdravotní pomoc a lékařský výzkum. Dne 5. prosince 1913 poskytla správní rada svůj první grant ve výši 100 000 dolarů Americkému červenému kříži na nákup nemovitosti pro jeho sídlo ve Washingtonu.
Ve Spojených státech amerických nadace založila fakultu veřejného zdraví na Univerzitě Johnse Hopkinse a na Harvardově univerzitě a v roce 1927 založila hygienickou fakultu na Torontské univerzitě a fakultu hygieny a tropické medicíny v Londýně ve Velké Británii. Na rozvoj dalších škol veřejného zdraví v USA a v 21 zahraničních zemích vynaložila více než 25 milionů dolarů. V roce 1913 také zahájila dvacetiletý program podpory Úřadu sociální hygieny, jehož posláním byl výzkum a vzdělávání v oblasti kontroly porodnosti, zdraví matek a sexuální výchovy. V roce 1914 nadace založila Čínskou lékařskou radu, která v roce 1921 založila první veřejnou zdravotnickou univerzitu v Pekingu. Ta byla následně znárodněna, když v roce 1949 převzali moc v zemi komunisté. Ve stejném roce zahájila nadace program mezinárodních stipendií, v jehož rámci se na mnoha světových univerzitách vzdělávali vědci na postdoktorandské úrovni. Udržovala také úzké vztahy s Rockefellerovou univerzitou (známou původně jako Rockefellerův institut pro lékařský výzkum), mnoho pedagogů zastávalo funkce v obou institucích.
V letech 1909 až 1914 financovala nadace kampaň pro eliminaci měchovcového onemocnění, jejímž cílem bylo studovat a léčit onemocnění měchovcem v 11 jižních státech. V roce 1913 rozšířila svou působnost do zahraničí a založila Mezinárodní zdravotní oddělení (známé také jako Mezinárodní zdravotní rada), které zahájilo první mezinárodní aktivity v oblasti veřejného zdraví. Mezinárodní zdravotní divize prováděla kampaně v oblasti veřejného zdraví a hygieny proti malárii, žluté zimnici a měchovci v oblastech po celé Evropě, Latinské Americe a Karibiku, včetně Itálie, Francie, Venezuely, Mexika a Portorika, celkem v padesáti dvou zemích na šesti kontinentech a dvaceti devíti ostrovech. V roce 1936 obdržela Rockefellerova nadace od Americké společnosti tropické medicíny a hygieny jednu z prvních udělených medailí Waltera Reeda za výzkum a boj proti žluté zimnici. Výzkumníci nadace vyvinuli vakcínu proti žluté zimnici.
V roce 1948 vznikla Světová zdravotnická organizace podle vzoru Mezinárodního zdravotní oddělení nadace, které vysílalo lékaře do zahraničí, aby tam studovali a léčili. Rockefellerovi lékaři působící v tropických oblastech, jako Mexiko, kladli důraz na vědeckou neutralitu, ale jejich politickým a ekonomickým cílem bylo propagovat hodnotu veřejného zdraví a zlepšit tak vztahy USA s hostitelskou zemí. Ačkoli se hlásili k propagaci veřejného zdraví a humanitární medicíny, často se angažovali v politice a obchodních zájmech.
Na konci dvacátých let 20. století vytvořila nadace z Oddělení lékařského vzdělávání Oddělení lékařských věd, které podporovalo výzkum v psychiatrii. V roce 1935 poskytla 100 000 dolarů Institutu pro psychoanalýzu v Chicagu a grant byl obnovován až do počátku čtyřicátých let. Oddělení financovalo ženskou antikoncepci a obecný výzkum lidského reprodukčního systému, ale podílelo se také na financování kontroverzního eugenického výzkumu. Další finanční prostředky směřovaly na katedry endokrinologie na amerických univerzitách, do výzkumu dědičnosti člověka, biologie savců, fyziologie a anatomie člověka, psychologie a výzkumu Alfreda Kinseyho o lidském sexuálním chování.
V meziválečných letech nadace financovala zdravotnictví, ošetřovatelství a sociální práci ve východní a střední Evropě. Velkorysou finanční podporu získalo mimo jiné také Československo na založení Státního zdravotního ústavu.

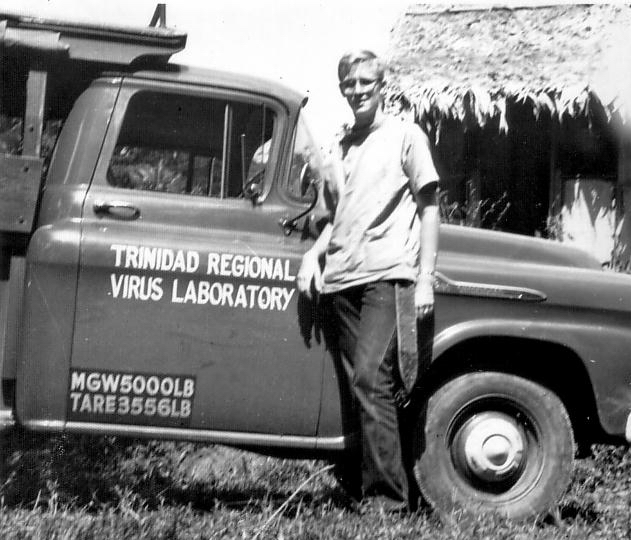
Terénní pracovník virové laboratoře, Nariva Swamp, Trinidad, 1959

V roce 1950 rozšířila Rockefellerova nadace svůj mezinárodní program výzkumu virů a založila terénní laboratoře například v indickém Puné, na Trinidadu, v brazilském Belému, jihoafrickém Johannesburgu, egyptské Káhiře, nigerijském Ibadanu a kolumbijském Cali. Nadace financovala výzkum a identifikace lidských virů a virů přenášených členovci.
Během pandemie covidu sehrála nadace významnou roli v oblasti veřejného zdraví, testování, vakcinace a strategického plánování. Vytvořila pokyny a protokoly pro testování na covid, investovala stovky milionů dolarů do iniciativ zaměřených na testování vakcín, podporovala mezinárodní organizace, včetně WHO, a pomáhala financovat iniciativy zaměřené na spravedlivou distribuci vakcín v chudších zemích, spolupracovala s univerzitami a technologickými firmami na vývoji systémů pro monitorování šíření viru a financovala projekty na ověřování faktů a šíření vědecky podložených informací o pandemii.

## Eugenika a druhá světová válka
John D. Rockefeller ml. byl otevřeným stoupencem eugeniky. Ještě v roce 1951 John D. Rockefeller III. a John Foster Dulles, který byl v té době předsedou nadace, založili Populační radu, aby prosazovali plánování rodiny, kontrolu porodnosti a populační kontrolu a cíle eugenického hnutí.
Rockefellerova nadace byla spolu s Carnegieho institutem hlavním sponzorem Eugenics Record Office, a to až do roku 1939. Nadace také poskytovala granty Margaret Sangerové a Alexisi Carrelovi, kteří podporovali kontrolu porodnosti, povinnou sterilizaci a eugeniku. Sangerová odjela v roce 1922 do Japonska a ovlivnila tamní hnutí za kontrolu porodnosti.
Do roku 1926 věnovala nadace stovkám německých vědců přes 400 000 dolarů prostřednictvím financování Ústavu císaře Viléma pro antropologii, lidskou dědičnost a eugeniku (později Ústav Maxe Plancka pro lékařský výzkum), který v nacistickém Německu prováděl eugenické pokusy a ovlivnil vývoj nacistické rasové vědecké ideologie. V letech 1925 až 1935 na tyto projekty vynaložila téměř 3 miliony dolarů a pokračovala i po Hitlerově nástupu k moci v roce 1933. Práce eugeniků ovlivnily povinnou sterilizaci v nacistickém Německu. Rockefellerova nadace dokonce financovala program, v němž pracoval Josef Mengele před svým odjezdem do Osvětimi, nicméně vedení nadace o Mengelem nevědělo a přestalo tento konkrétní výzkum financovat ještě před začátkem druhé světové války v roce 1939.
Rockefellerova nadace pokračovala ve financování německého eugenického výzkumu i poté, co se ukázalo, že po norimberských zákonech v roce 1935 slouží k obhajobě diskriminace Židů a dalších skupin. V roce 1936 nadace splnila závazky ve výši 655 000 dolarů pro Ústav císaře Viléma, přestože v té době bylo z ústavu vypovězeno několik významných židovských vědců. Nadace neupozornila svět na rasistické důsledky nacistické ideologie a pokračovala v eugenickém výzkumu a financovala jej po celá třicátá léta. Dokonce i v padesátých letech 20. století nadále poskytovala určité finanční prostředky na výzkumy vycházející z německé eugeniky.
Nadace také financovala přesídlení vzdělanců ohrožených nacisty do USA ve třicátých letech 20. století. Mezi 303 významnými osobnostmi, které byly přesídleny nebo zachráněny, byli Thomas Mann, Claude Lévi-Strauss a Leó Szilárd.
Po druhé světové válce vyslala Rockefellerova nadace do západního Německa tým, aby prozkoumal, jak by se mohla zapojit do obnovy země. Zaměřili se na obnovení demokracie, zejména pokud jde o vzdělávání a vědecký výzkum, s dlouhodobým cílem znovu začlenit Německo do západního světa.
V roce 2021 vydal Rajiv J. Shah, prezident Rockefellerovy nadace, prohlášení odsuzující eugeniku a podporující hnutí proti eugenice.

## Vznik Organizace spojených národů
Přestože se Spojené státy nikdy nepřipojily ke Společnosti národů, Rockefellerova nadace se v ní angažovala a do třicátých let 20. století ji změnila z „parlamentu národů“ na moderní think tank, který využíval specializované odborné znalosti k poskytování hloubkové nestranné analýzy mezinárodních otázek. Po druhé světové válce se nadace podílela na založení Organizace spojených národů.

## Umění a filantropie

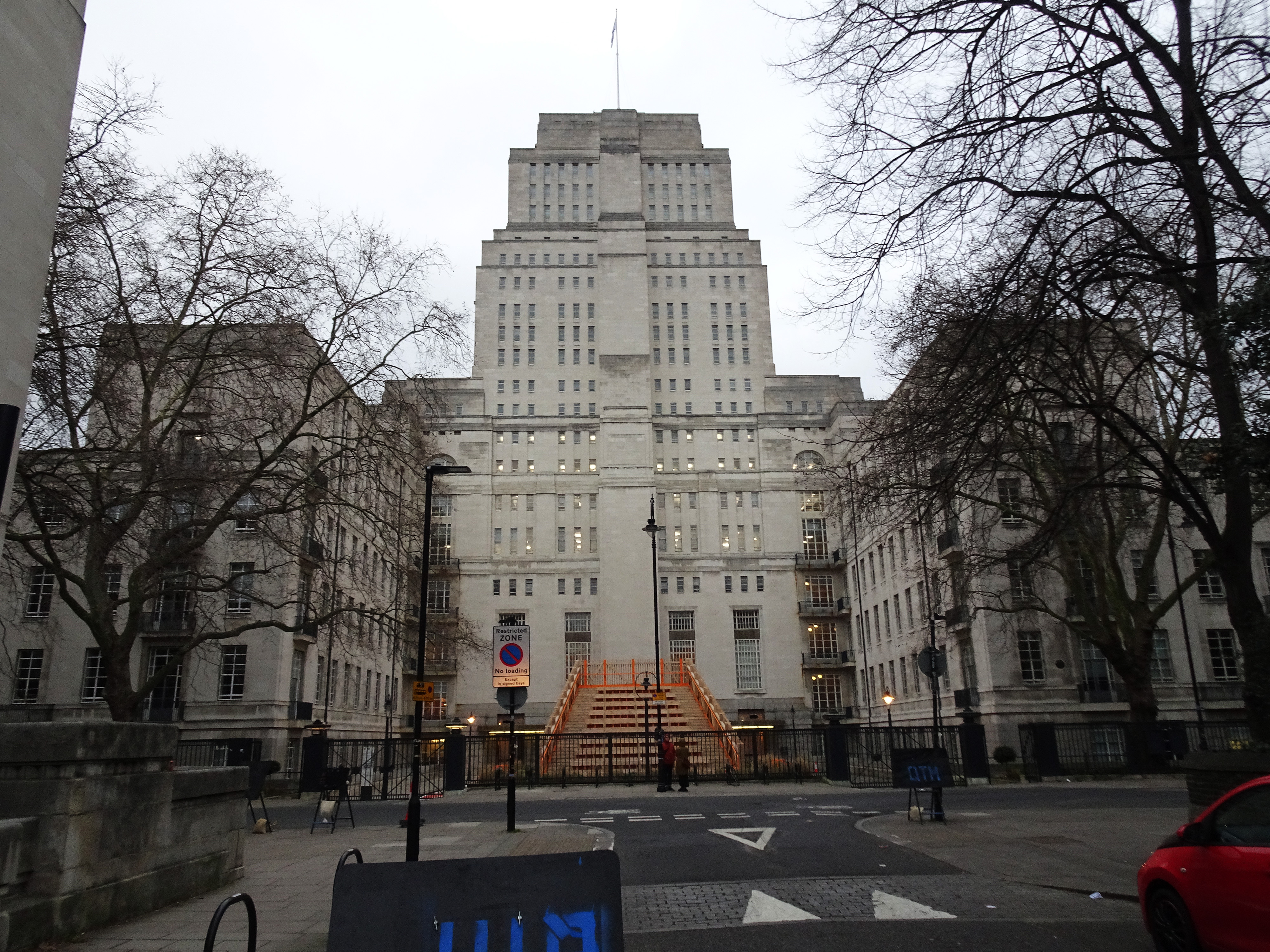
Londýnská univerzita

Z daru Rockefellerovy nadace byl postaven Senate House, jehož základní kámen položil britský král Jiří V. v roce 1933. Od roku 1937 je budova sídlem Londýnské univerzity.
V oblasti umění Rockefellerova nadace podpořila Stratfordský shakespearovský festival v kanadském Ontariu a Americký shakespearovský festival ve Stratfordu v Connecticutu, scénu Arena Stage ve Washingtonu, Karamu House v Clevelandu a Lincoln Center v New Yorku. Nadace podpořila dokumentární film Spikea Leeho o New Orleansu When the Levees Broke, který sloužil jako základ učebního programu o chudobě vytvořený Kolumbijskou univerzitou.
Kulturní inovační fond, který zastřešuje Lincolnovo centrum nabízí granty na umělecké a kulturní příležitosti v nedostatečně rozvinutých oblastech Brooklynu a jižního Bronxu a má tři hlavní cíle: zvýšit v těchto oblastech přístup k umění, rozšířit škálu míst a platforem, kde se konají kulturní aktivity, a podpořit neziskové organizace při pilotním zavádění kulturních inovačních strategií a programů.
V roce 1948 podpořila nadace uměleckou scénu na Haiti a projekt gramotnosti s UNESCO.
V červenci 2022 poskytla Rockefellerova nadace jeden milion dolarů nadaci Wikimedia na náklady na vybudování infrastruktury, která umožní bezproblémový a automatický překlad hesel Wikipedie do řady jazyků na celém světě a zpřístupní znalosti všem.

### Centrum Bellagio

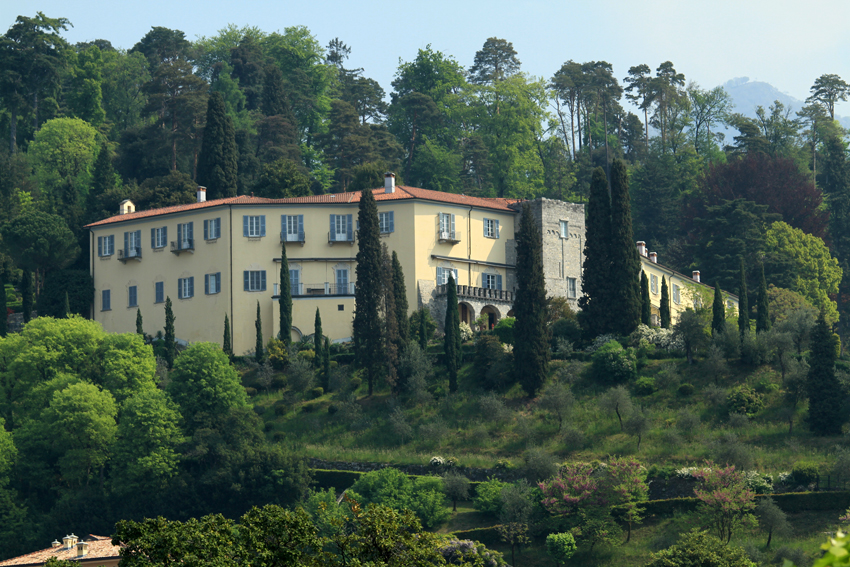
Centrum Bellagio

Nadace vlastní a provozuje centrum v italském Bellagiu. Centrum má několik budov, které se rozkládají na pozemku o rozloze 50 akrů (200 000 m²) na poloostrově mezi jezery Como a Lecco v severní Itálii. Centrum je někdy označováno jako „Villa Serbelloni“, nemovitost byla nadaci odkázána v roce 1959.
Centrum Bellagio provozuje jak konferenční centrum, tak rezidenční program. V Bellagiu pobývala řada laureátů Nobelovy ceny, Pulitzerovy ceny, Národní knižní ceny, ceny prince Mahidola, MacArthurových stipendistů a také několik úřadujících a bývalých hlav států a vlád.

## Zemědělství
Zemědělství bylo do přírodovědného oddělení nadace zařazeno při reorganizaci v roce 1928. V roce 1941 poskytla nadace ve spolupráci s tehdejším novým prezidentem Manuelem Ávilou Camachem Mexiku malý grant na výzkum kukuřice. Stalo se tak po intervenci viceprezidenta Henryho Wallace a za účasti Nelsona Rockefellera. Hlavním záměrem bylo stabilizovat mexickou vládu a odvrátit případnou infiltraci komunistů, aby byly ochráněny investice rodiny Rockefellerů.

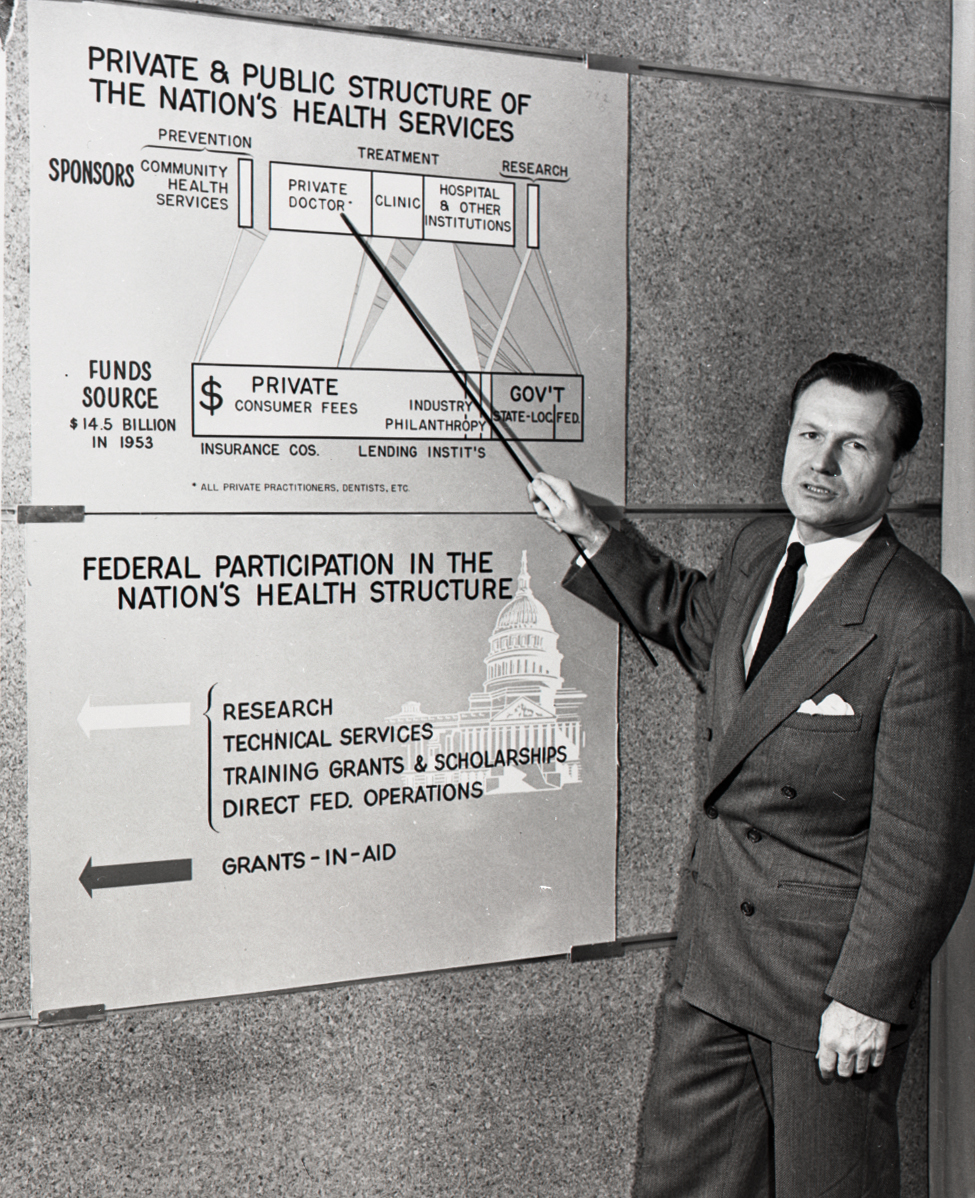
Nelson Rockefeller v roce 1954

V roce 1943 se program v rámci projektu mexického zemědělství ukázal jako natolik úspěšný, že byl rozšířen do dalších latinskoamerických zemí. V roce 1956 byl program přenesen do Indie, opět s geopolitickým záměrem poskytnout nástroj proti komunismu. Teprve v roce 1959 se vysokým představitelům nadace podařilo přimět Fordovu nadaci (a později USAID a ještě později Světovou banku), aby se k tomuto velkému filantropickému projektu, který je dnes ve světě znám jako Zelená revoluce, přihlásila. Původně vznikl v roce 1943 jako Mezinárodní středisko pro zlepšování kukuřice a pšenice v Mexiku (CIMMYT). Nadace poskytla také významné finanční prostředky Mezinárodnímu ústavu pro výzkum rýže (IRRI) na Filipínách. Část původního programu financování IRRI později převzala Fordova nadace. Mezinárodní institut pro výzkum rýže a Mezinárodní centrum pro zlepšování kukuřice a pšenice jsou součástí konsorcia zemědělských výzkumných organizací známého jako CGIAR.
Tato transformace stála přibližně 600 milionů dolarů, trvala 50 let a přinesla do mnoha zemí světa nové zemědělské technologie, vyšší produktivitu, větší výnosy plodin a hromadné hnojení. Projekt financoval výzkum rostlinných biotechnologií částkou v hodnotě přes 100 milionů dolarů a vyškolil více než čtyři sta vědců z Asie, Afriky a Latinské Ameriky. Investoval také do výroby geneticky modifikovaných plodin, včetně rýže a kukuřice.
V devadesátých letech 20. stoletípřesunula Rockefellerova nadace svou činnost a důraz na zemědělství do Afriky. V roce 2006 spojila síly s Nadací Billa a Melindy Gatesových v boji proti hladu na africkém kontinentu prostřednictvím zvýšení zemědělské produktivity. V rozhovoru u příležitosti 100. výročí založení Rockefellerovy nadace Judith Rodinová pro This Is Africa vysvětlila, že nadace se v Africe angažuje od svých počátků ve třech hlavních oblastech – zdravotnictví, zemědělství a vzdělávání, nicméně zemědělství bylo a je v Africe její největší investicí.

## Rozvoj měst
Do programu 100 Resilient Cities (100 RC) financovaného Rockefellerovou nadací bylo vybráno 100 měst na šesti kontinentech. V lednu 2016 vyhlásilo Ministerstvo bydlení a rozvoje měst Spojených států amerických vítěze soutěže National Disaster Resilience Competition (NDRC) a přidělilo třem účastnickým městům 100 RC, New Yorku, Norfolku ve státě Virginie a New Orleans, více než 437 milionů dolarů na financování odolnosti vůči katastrofám.

## Útlum fosilních paliv a obnovitelná energie
V roce 2021 Rockefellerova nadace společně s Ikea Foundation oznámila, že společně poskytnou miliardu dolarů na rozšíření obnovitelných zdrojů energie v chudých zemích, každá společnost uvolní na čistou elektřinu 500 milionů dolarů.
Na konferenci COP28 v roce 2023 podpořila Rockefellerova nadace předčasný odchod od uhlí pomocí uhlíkových kreditů.